# 내장원
내장원(內藏院)은 조선 후기 왕실의 보물·세전(世傳)·장원(莊園) 등의 재산을 관리하는 관청이다. 

## 역사
고종 32년에 세워진 관청으로 왕실의 보물·세전(世傳)·장원(莊園) 등의 재산을 관리했으며, 종래의 내수사와 비슷한 기능을 수행했다. 갑오개혁 때 공포된 의정부관제 중에는 전국의 재정을 탁지아문에서 관할하며 궁내부·종친부·종백부의 소용(所用)도 탁지아문에서 지출한다고 하는 재정일원화가 표방되었다. 재정일원화의 참뜻을 모르고 군국기무처의 의결을 재가한 국왕은 종전에 왕실에서 관리하던 재원이 탁지아문의 관할하에 들어가게 되자, 궁내부에 내장원을 설치하여 국내의 중요재원을 관장하게 하여 재정일원화는 무너지고 말았다.
내장원에는 경(卿)·보물사장(寶物司長)·장원사장 각 1명과 주사 9명을 두었으나, 설치된 해에 명칭을 내장사로 바꾸고 관원도 장(長) 1명, 주사 5명으로 축소했다. 1899년에 다시 내장원으로 명칭을 바꾸고, 관원으로는 경·장원과장·종목과장(種牧課長)·삼정과장(蔘政課長) 각 1명과 주사 11명을 두고 수륜과장(水輪課長)도 소속시켰다. 1900년에는 봉세관(捧稅官) 13명을 두고, 또 공세과장 1명과 주사 1명, 기록과장 1명을 두었다. 이때에 새로 둔 봉세관은 전국 각지에서 수세활동을 벌였는데, 그 과정에서 많은 부작용이 발생되기도 했다.